# Cybianthus surinamensis
Cybianthus surinamensis là một loài thực vật có hoa trong họ Anh thảo. Loài này được (A.Spreng.) G.Agostini mô tả khoa học đầu tiên năm 1980.